# Centrale Alpen
De Centrale Oostelijke Alpen of korter Centrale Alpen vormen de kern van de oostelijke Alpen en zijn gelegen tussen de Noordelijke en de Zuidelijke Kalkalpen, waarvan zij verschillen in geologische samenstelling. De Centrale Alpen zijn het sterkst vergletsjerd en herbergen de hoogste bergtoppen in het oostelijke deel van de Alpen.
De grens tussen de Centrale Alpen en de Noordelijke Kalkalpen volgt grotendeels de grote rivierdalen, zoals het Inndal, het Salzachtal, het Ennstal en het Murdal. De scheiding tussen de bergketens is echter niet puur geologisch, zoals de naamgeving doet vermoeden. Ook in de Centrale Alpen zijn bergen te vinden die grotendeels uit kalksteen bestaan, zoals in de Stubaier Alpen het geval is. De Centrale Alpen bestaan echter grotendeels uit gneis en leisteen en plaatselijk ook uit graniet.

## Ligging
De Centrale Alpen reiken vanaf het Berninamassief in het Zwitserse kanton Graubünden in het westen tot aan de voorgebergten ten oosten van de Mur in het oosten, zoals de Hochwechsel in de Oostenrijkse deelstaat Stiermarken. Over een breedte van ongeveer vijftig kilometer doorkruisen de Centrale Alpen het Zwitserse kanton Graubünden, Liechtenstein, de Oostenrijkse deelstaten Vorarlberg, Tirol, Salzburg, Karinthië, Stiermarken, de Italiaanse provincies Zuid-Tirol en Trente en het uiterste noorden van Slovenië.

## Indeling

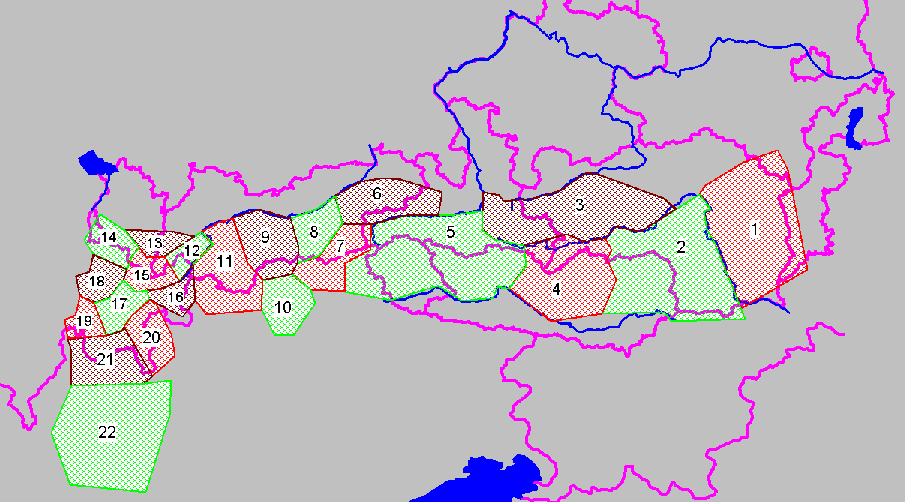
De bergketens van de Centrale Alpen. De paarse lijnen geven de staatsgrenzen en de deelstaatsgrenzen van Oostenrijk aan.

De volgende bergketens behoren tot de Centrale Alpen. De nummers vooraan corresponderen met de nummers op de kaart rechts.
1. Randgebergte ten oosten van de Mur, in te delen in Hochwechsel, Fischbacher Alpen en Grazer Bergland
2. Lavanttaler Alpen
3. Lage Tauern
4. Gurktaler Alpen
5. Hoge Tauern
6. Kitzbüheler Alpen
7. Zillertaler Alpen
8. Tuxer Alpen
9. Stubaier Alpen
10. Sarntaler Alpen
11. Ötztaler Alpen
12. Samnaungroep
13. Verwallgroep
14. Rätikon
15. Silvretta
16. Sesvennagroep
17. Albula Alpen
18. Plessuralpen
19. Oberhalbsteiner Alpen
20. Livigno Alpen
21. Berninamassief
22. Bergamasker Alpen